# Молін (Канзас)
Молін (англ. Moline) — місто (англ. city) в США, в окрузі Елк штату Канзас. Населення — 345 осіб (2020).

## Географія
Молін розташований за координатами 37°21′49″ пн. ш. 96°18′9″ зх. д. / 37.36361° пн. ш. 96.30250° зх. д. (37.363627, -96.302447).  За даними Бюро перепису населення США в 2010 році місто мало площу 0,89 км², уся площа — суходіл.

## Демографія
Згідно з переписом 2010 року, у місті мешкала 371 особа в 177 домогосподарствах у складі 95 родин. Густота населення становила 415 осіб/км².  Було 229 помешкань (256/км²).
Расовий склад населення:
| - 94,9 % — білих - 0,8 % — корінних американців - 0,3 % — азіатів - 1,1 % — осіб інших рас |

До двох чи більше рас належало 3,0 %. Частка іспаномовних становила 5,1 % від усіх жителів.
За віковим діапазоном населення розподілялося таким чином: 18,3 % — особи молодші 18 років, 56,1 % — особи у віці 18—64 років, 25,6 % — особи у віці 65 років та старші. Медіана віку мешканця становила 48,8 року. На 100 осіб жіночої статі у місті припадало 97,3 чоловіків;  на 100 жінок у віці від 18 років та старших — 94,2 чоловіків також старших 18 років.
Середній дохід на одне домашнє господарство  становив 35 190 доларів США (медіана — 26 125), а середній дохід на одну сім'ю — 51 266 доларів (медіана — 44 444). За межею бідності перебувало 20,4 % осіб, у тому числі 10,6 % дітей у віці до 18 років та 9,8 % осіб у віці 65 років та старших.
Цивільне працевлаштоване населення становило 127 осіб. Основні галузі зайнятості: освіта, охорона здоров'я та соціальна допомога — 33,9 %, роздрібна торгівля — 11,0 %, науковці, спеціалісти, менеджери — 9,4 %, будівництво — 9,4 %.